# Искатели приключений (фильм, 2012)
«Искатели приключений» — российский фильм 2012 года режиссёра Максима Воронкова.
Ремейк «по мотивам» одноимённого французского фильма 1967 года.

## Сюжет
Серж и Дэн зарабатывают себе на жизнь тем, что участвуют в гонках на автомобилях и выполняют опасные трюки на самолёте для зрителей. Однажды красавица и журналистка, француженка Софи, предлагает им отправиться в экзотический Таиланд на поиски сокровищ, ведь её дедушка оставил ей карту с местом затопления сундука с драгоценностями монахов. Прибыв на место, троица фрахтует яхту и выходит в открытое море… Но о поисках сокровищ узнал Влад, бандит, спонсировавший изобретения и выступления Дэна и Сержа, которому они задолжали деньги, а также местные бандиты Хэнк и Бобби…

## В ролях
- Лера Кудрявцева — Софи, француженка, журналист-фотограф
- Анатолий Пашинин — Дэн, лётчик (роль озвучил Сергей Бурунов)
- Александр Яцко — Сергей, гонщик и изобретатель
- Владимир Зайцев — Влад
- Николай Дроздов — дедушка Софи
- Илья Олейников — инспектор ГИБДД
- Александр Семчев — Александр Михайлович
- Юрий Кузнецов-Таёжный — Бобби, главарь банды
- Александр Фарбер — Хэнк, помощник главаря банды
- Игорь Гаспарян — Сейф
- Ирина Феофанова — Ларусик
- Александр Пашковский
- Камила Юсупова — дочь Влада
- Онг Арт — мистер Кай

## Прокат
Фильм вышел в прокат 18 октября 2012 года, фильм посмотрела 41000 зрителей, общий сбор составил чуть более 10 миллионов рублей.